# Trophée Lou-Kaplan
Le trophée Lou-Kaplan est le nom d'une récompense de hockey sur glace. Le trophée vient récompenser annuellement un joueur de hockey considéré comme étant la meilleure recrue de la saison de l'Association mondiale de hockey, ligue majeure d'Amérique du Nord entre 1972 et 1979. Le trophée porte le nom de Lou Kaplan, membre du directoire des Fighting Saints du Minnesota.
| 1972-1973 | Terry Caffery    | Whalers de la Nouvelle-Angleterre |
| 1973-1974 | Mark Howe        | Aeros de Houston                  |
| 1974-1975 | Anders Hedberg   | Jets de Winnipeg                  |
| 1975-1976 | Mark Napier      | Toros de Toronto                  |
| 1976-1977 | George Lyle (en) | Whalers de la Nouvelle-Angleterre |
| 1977-1978 | Kent Nilsson     | Jets de Winnipeg                  |
| 1978-1979 | Wayne Gretzky    | Oilers d'Edmonton                 |